# Dunlavin
Dunlavin (irisch Dún Luáin; dt.: „Festung des Luán“) ist ein Dorf im County Wicklow im Osten der Republik Irland. Die Einwohnerzahl Dunlavin wurde bei der Volkszählung 2022 mit 1074 Personen ermittelt.

## Lage
Dunlavin liegt etwa 50 Kilometer südwestlich von Dublin und etwa 18 Kilometer südlich von Naas nahe der Grenze zum County Kildare.
Durch die Ortschaft führt die R412, von der die R756 nach Hollywood und weiter nach Glendalough abgeht. Etwa 1300 Meter westnordwestlich von Dunlavin entspringt der River Greese.

## Geschichte
In den 1650er Jahren wurde Dunlavin durch die Bulkely-Familie angelegt. 1702 ging der Besitz nach Heirat auf die Tynte-Familie über. Die Siedlung wurde reich, sodass um 1740 das Market House, das durch den Architekten Richard Cassels entworfen wurde, fertiggestellt wurde.
Am 26. Mai 1798 wurden hier 36 Anhänger der Society of United Irishmen erschossen, weitere Personen sollen am Market House gehängt worden sein (sog. Dunlavin Green Executions). 
1815 wurde die katholische Nikolauskirche errichtet. 

## Sehenswürdigkeiten
- Tornant Moat, ein Erdwerk mit sichtbarem Wehrgraben und Grabhügeln (Nationaldenkmal Nr. 531)
- Lemonstown Motte aus dem 12./13. Jahrhundert (Nationaldenkmal Nr. 419)
- Market House von 1740
- römisch-katholische Nikolauskirche

## Persönlichkeiten
- Mark Deering (1900–1973), Landwirt, Rugby-Spieler und Politiker der Fine Gael
- Leslie Rowan (1908–1972), britischer Diplomat und persönlicher Sekretär von Winston Churchill und Clement Atlee

## Festival
Seit 1982 findet jedes Jahr im Juni das Dunlavin Festival of Arts statt.